# 阿德里亚诺·加利亚尼
阿德里亚诺·加利亚尼（Adriano Galliani，1944年7月30日—），意大利企业家，現任義大利參議員兼蒙扎足球俱乐部副主席与CEO。曾是著名的足球俱乐部AC米兰副主席与执行CEO，1986年至2017年掌管俱乐部，在这期间球队拿到了5次欧洲冠军杯/欧洲冠军联赛冠军和8座意甲联赛冠军奖杯，效力米兰的6位球员获得了金球奖。加利亚尼另外一个十分成功的地方是经常用较低廉的转会费帮助球队获得球星，比如罗纳尔多、罗纳尔迪尼奥、罗比尼奥以及伊布拉希莫维奇等等。